# 二上山 (鳥取県)
二上山（ふたがみやま、ふたかみやま）は、鳥取県岩美郡岩美町にある山。標高330m。中国百名山の一つ。
かつて式内社の「二上神社」があったとされる。中世には二上山城が築かれ、因幡国守護の山名氏の本拠地だった。
山頂付近は「一の平（なる）」と称する平地になっているが、これは築城の際に山頂が削られたためである。一の平の周囲を囲む石垣が遺されているほか、山中には曲輪や「壇」「二の平」など城の遺構が散在し、「二上山城跡」として鳥取県が史跡に指定している。
山裾からは30件余りの古墳が見つかっており、このうち「高野坂古墳」が保存のため移設されて公園になっている。中腹を走る広域農道から登山道が整備されており、往路1時間弱で山頂に至る。

## 山名
いまの山の名前は、南北朝時代の文和年間（1352年 - 1355年）に山名時氏が山頂に城を築いて「二上山城」と号したことから、この山を「二上山」と呼ぶようになったものとされている。
それ以前の呼称については諸説ある。
- 「二上山」という山名は一般的に2つの頂がある山につけられるような名称だが、この山はそのような形をしていない。二上山の北西隣にある立岩山が2つの頂をもっており、元来「二上山」はいまの立岩山を指す名前だった。山名氏が城を築いた際に、近くの「二上山」から名をとったものが、いつのまにかこの山を「二上山」と呼ぶようになったもの[3]。「二上山」の名称は「2つの山をペアで呼んだもの」と解釈し、いまの立岩山と二上山の総称だったとする説もある[5]。

- 史料によっては「二神山」と表記されることもある。本来の山名は「二神山」だったとする説があり、江戸時代の『因幡志』もこの説をとっている[1]。

## 高野坂古墳群

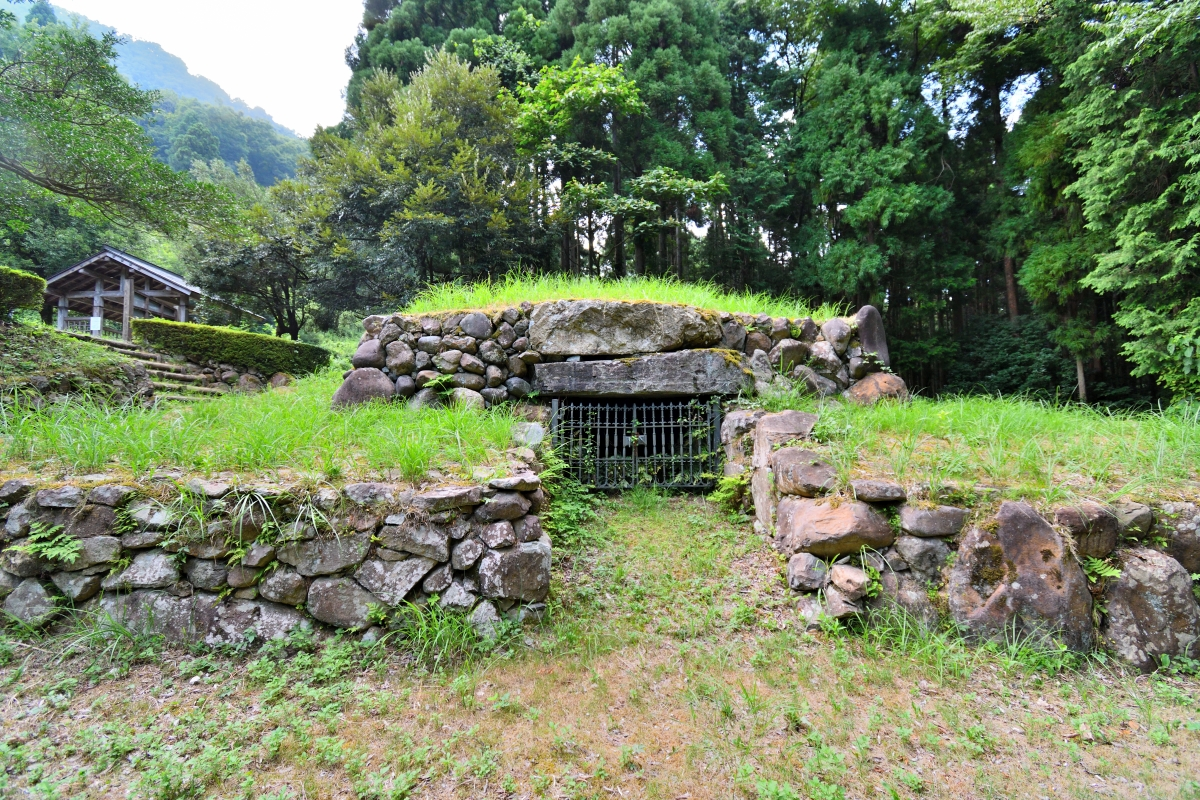
横穴式石室のある10号墳（移築復元されたもの）

二上山の斜面から30あまりの遺跡が見つかっており、高野坂古墳群（たかんざかこふんぐん）と呼ぶ 。これらは広域農道の工事の際に発見され、5世紀の終わりから8世紀のはじめ頃のものと推定されている。1987（昭和62）年から4年がかりの調査があり、横穴式石室をもつ古墳6基などから数多くの副葬品が出土した。
このうち標高94m地点の尾根上の「8号墳」は直径13mの規模をもつ円墳で、6世紀後半のものと推定されている。形状は鳥取県東部で見つかる古墳と同形式だが、「三角隅持送り技法」などの特徴から、この形式の古墳の中でも最初期のものとみられている。
方墳の「10号墳」は12m四方の一段目と8m四方の二段目から構成されている。この横穴式石室からでた「家形石棺」は岩美町の保護文化財（有形文化財）に指定されている。この形式の石棺は鳥取県内で11例見つかっていて、そのうち6件が岩美町内であり、さらにその3件が高野坂古墳のものである。「2号墳」の家形石棺は播磨国特産の竜山石が用いられている。これらは概ね7世紀のものと推定されている。
また、10号墳からは副葬品として7世紀後半のものと推定される銅製の壺鐙が発見され、岩美町の保護文化財となっている。この鐙には仏教系の忍冬文の銅鋳物の装飾がついていて、漆塗された木箱に収められていた。10号墳は移設されて現存しており、高野坂古墳公園として広域農道沿いに整備されている。

## 二上神社
二上神社（ふたかみじんじゃ）は延喜式神名帳の式内社である。いまは東麓の岩常地区に「二上神社」があり、これが神明帳の二上神社に比定されている。
江戸時代の『因幡志』によれば、かつて二上山にはいくつかの神社があったのだが、山名氏が二上山城を築く際に全ての神社を「鼓山」へ移転した。
二上山にあったのは、山中の「鼓の明神」、東の「天神社」、南の「鐘撞明神」、北の「八幡宮」がこれらにあたる。『因幡志』は異説の存在を認めつつも、神社の移転先の「鼓山」の名は「鼓の明神」が移ってきたことに拠るものであり、「鼓の明神」が延喜式神名帳の「二上神社」にあたるとしている。式内社の二上神社と高野坂古墳との関連性を指摘する説もある。
鼓大明神は山裾の岩常村の小田川右岸に鎮座し、明治時代に「二上神社」に改称した。いまは素盞嗚命を祭神としており、4月に祭礼が営まれている。

## 二上山城
- 詳細は二上山城を参照。

山名氏はもともと上野国の出自だが、山名時氏の時代に足利尊氏に従って、南朝方で山陰地方を本拠とする名和氏や塩冶氏を討ち、山陰地方の守護職を授けられた。時氏は文和年間（1352-1355年）に二上山城を築き、本拠地とした。以来、山名一族は100年余りにわたりここを居城として山陰地方を支配した。年代はよくわかっていないが、15世紀から16世紀頃のいずれかの時期に、本拠地は因幡西部の布勢天神山城に移り、二上山城は廃れたとみられている。二上山城を根城にした最後の棟梁は山名氏家ともみられるが、史料毎の記述の差異が大きく、はっきりはわかっていない。
一説では、天文年間（1532-1555年）に山名祐豊の弟である三上豊範が城を再興し、のちに山頂の立地を不便だとして道竹城を新たに築城して移った。以後、二上山城は廃城となったとされている。
戦国期の状況については異説がある。因幡民談記などによれば、天正年間の豊臣秀吉による因幡侵攻の際にも「岩経の城」として健在で、秀吉による書状の中にその名が出てくる。「岩経の城」は1580（天正8）年に攻略され、岩井郡（巨濃郡）2万石とあわせて垣屋光成に与えられた。光成は「岩経の城」が不便なため、本拠を桐山城に遷した。しかし関ヶ原の戦いで西軍についた垣屋氏は改易になり、このときに廃城になったと伝えられる。
山頂の「一の平」付近では石垣や空堀、本丸跡などが遺るほか、「ニの平」、「三の曲輪」、「壇」、南北の出城などの遺構が認められており、鳥取県史跡「二上山城跡」に指定されている。学術調査では「二の平」周辺から中国・朝鮮系の青磁器や陶器の破片などが100点あまりみつかっていて、これらの特徴から戦国末期まで城として機能していたことが裏付けられている。

## 登山
かつては、山の北側の岩常村から「二上越」と称する峠を経て南の蔵見（旧福部村）へ抜ける間道があった。現在は広域農道（岩美広域農道）が南北を繋いでおり、峠付近には二上山トンネルがある。この農道の途中には高野坂古墳を移設した公園が整備されている。
この公園には駐車場があり、ここから登山道（中国自然歩道）がある。山頂を目指すルートは2通りあり、比較的緩やかなのはいったん南の二上越に出てから北へ転じて山頂を目指すルートで、概ね1時間で山頂に至る。もう一方のルートでは、しばらく広域農道を進んでから急階段の登山道に入る。このルートでは「ニの平」「壇」を経て山頂に至る。